# Montara
Montara és una concentració de població designada pel cens dels Estats Units a l'estat de Califòrnia. Segons el cens del 2000 tenia 2.950 habitants.

## Demografia
Segons el cens del 2000, Montara tenia 2.950 habitants, 1.010 habitatges, i 756 famílies. La densitat de població era de 289,8 habitants/km².
Dels 1.010 habitatges en un 40,9% hi vivien nens de menys de 18 anys, en un 63,4% hi vivien parelles casades, en un 7,8% dones solteres, i en un 25,1% no eren unitats familiars. En el 15,7% dels habitatges hi vivien persones soles el 2,7% de les quals corresponia a persones de 65 anys o més que vivien soles. El nombre mitjà de persones vivint en cada habitatge era de 2,8 i el nombre mitjà de persones que vivien en cada família era de 3,1.
Per edats la població es repartia de la següent manera: un 25,4% tenia menys de 18 anys, un 4,7% entre 18 i 24, un 28,7% entre 25 i 44, un 32,5% de 45 a 60 i un 8,6% 65 anys o més.
L'edat mediana era de 41 anys. Per cada 100 dones de 18 o més anys hi havia 93,3 homes.
La renda mediana per habitatge era de 95.326 $ i la renda mediana per família de 100.881 $. Els homes tenien una renda mediana de 67.708 $ mentre que les dones 50.704 $. La renda per capita de la població era de 44.360 $. Entorn del 0,5% de les famílies i el 2,4% de la població estaven per davall del llindar de pobresa.

## Poblacions més properes
El següent diagrama mostra les poblacions més properes.